# Tricromacia
La tricromacia oligocónica es una forma rara no progresiva de disfunción de los conos, los fotorreceptores de la retina, caracterizada por la reducción de la agudeza visual, con una retina aparentemente normal, ausencia o disminución de las respuestas de los conos a la electrorretinografía pero con visión normal de los colores.
El síndrome es muy raro, con pocos casos registrados hasta el momento[cita requerida]. Los individuos con este trastorno presentan disminución de la agudeza visual desde una edad temprana y por lo general tienen un grado leve de fotofobia. Por lo general, la mejor agudeza visual corregida está en el rango de 6/12 a 6/36. El examen de fondo de ojo es normal. La electrorretinografía muestra ausencia de respuesta o respuestas marcadamente anómalas de los conos; sin embargo, las respuestas de los bastones son normales.
Las pruebas de visión del color suelen ser normales, pero algunos pacientes muestran una reducción muy leve en la discriminación de color. Esto contrasta con otras formas de distrofia cónica hereditaria donde se ve seriamente disminuida la visión de los colores. Aunque la mayoría de los casos observados de tricromacia oligocónica son esporádicos, es probable que el trastorno sea hereditario, como rasgo autosómico recesivo, ya que se han registrado algunos casos de gemelos afectados. Se ha encontrado una familia en la que puede haber herencia dominante con penetrancia incompleta, pero el gen causante no ha sido identificado. La razón de la presencia de la visión del color normal a pesar de la reducción de la agudeza visual y las pruebas electrofisiológicas de una disfunción grave del cono es incierta.
Como hipótesis se plantea que los pacientes con tricromacia oligocónica puedan tener un número reducido de conos con funcionamiento normal, conservando las proporciones normales entre los tres tipos de conos, lo que permite la visión normal del color (tricromacia). Los métodos diagnósticos incluyen pruebas de visión del color y electrorretinogramas.
La tricromacia oligocónica debe diferenciarse de otros síndromes de disfunción cónica como la acromatopsia, el monocromatismo de conos S y la enfermedad ocular de Bornholm. Las personas afectadas y sus familias deben recibir asesoramiento ya que, probablemente, el tipo de transmisión de la enfermedad sea por herencia autosómica recesiva (a menos que la historia familiar sugiera lo contrario). No existe un tratamiento eficaz para el trastorno de la retina subyacente. Se debe proporcionar a los pacientes medios de ayuda a la visión: gafas, que podrán tener los cristales tintados si la fotofobia es grave. Los pocos pacientes que sufren pérdidas graves de visión pueden beneficiarse de otras ayudas. Aunque se han realizado pocos seguimientos a largo plazo a pacientes con este trastorno, parece que el pronóstico es bueno, ya que, en general, no es progresivo.